# Bangtan Sonyeondan-ui American Hustle Life
Bangtan Sonyeondan-ui American Hustle Life (방탄소년단의 아메리칸 허슬 라이프?, Bangtan Sonyeondan-ui Amerikan Heoseul Ra-ipeuLR) è un reality show sudcoreano trasmesso dal 24 luglio all'11 settembre 2014 su Mnet, avente per protagonista il gruppo musicale BTS.

## Descrizione
Girato nell'arco di due settimane a luglio del 2014, il programma segue il settetto durante un viaggio a Los Angeles per imparare la cultura hip-hop – come danza, beatboxing e scrittura di canzoni – dai mentori Dante Evans, Nate Walka e Tony Jones, con Coolio e Warren G come insegnanti.
I BTS sono volati negli Stati Uniti alla fine di giugno per registrare il primo album Dark & Wild, senza sapere che avrebbero contemporaneamente girato American Hustle Life. All'atterraggio, sono stati apparentemente rapiti da un gruppo di afroamericani che li ha invece portati al loro dormitorio a Downtown Los Angeles, dove hanno incontrato Coolio. Il rapper li ha divisi in tre gruppi e mandati a bussare alle porte delle case ad esibirsi per chiunque avesse risposto, offrendo ai vincitori una cena con lui. Nel corso dello show, hanno imparato diversi tipi di ballo (quali gliding, krumping, twerking, locking, popping e waacking), beatboxing, e canto R&B dalla direttrice di coro Iris Stevenson. Da Warren G hanno invece ricevuto la missione di scrivere dei nuovi testi alla sua canzone Regulate, traendo ispirazione dalle storie della loro vita; il rapper ha poi diretto una nuova versione del video musicale di Boy in Luv girata a Beverly Hills. Per l'occasione, i mentori Tony e Nate hanno chiesto ai BTS di cercare delle ragazze da assumere come comparse. In una sfida successiva, si sono divisi in squadre e hanno sperimentato la "turbolenta vita americana" lavorando come inservienti d'albergo e ripulendo aeroplani e panfili, usando i soldi guadagnati per comprare da mangiare ai senzatetto di Skid Row. Terminato il boot camp, il 14 luglio il gruppo ha organizzato uno showcase al Troubadour di West Hollywood per mostrare le capacità apprese.

## Accoglienza
Alexis Hodoyan-Gastelum di Kultscene ha inserito i primi episodi del programma tra i momenti K-pop più imbarazzanti del 2014, argomentando che "niente promuove gli stereotipi neri come un gruppo di afroamericani che simula un rapimento e porta i BTS in una casa sicura a Compton, California ("il ghetto") mentre li spaventa a morte".
In Corea del Sud, American Hustle Life è stato accolto negativamente dalla comunità hip hop, che l'ha ritenuto il "futile tentativo di ballerini idol di imitare gli artisti hip-hop", e ha ricevuto reazioni derisorie da parte del pubblico di riferimento. È stato invece guardato con entusiasmo dai fan internazionali dei BTS, che ne hanno tradotto gli episodi, rendendolo accessibile ad altri seguaci del K-pop e avviando il processo di formazione del fandom statunitense.